# Parapercis kamoharai
Parapercis kamoharai Schultz, 1966 è un pesce di mare appartenente alla famiglia Pinguipedidae.

## Distribuzione e habitat
È una specie demersale che proviene dall'oceano Pacifico, in particolare dalle coste di Taiwan e Giappone.

## Descrizione
Presenta un corpo allungato, cilindrico, con la testa dal profilo appuntito. Le pinne sono azzurre con file di macchie nere, presenti anche sul corpo. Quest'ultimo è marrone-verdastro con anche fasce bianche e aree giallastre.
La lunghezza massima registrata è di 20 cm.

## Alimentazione
È carnivoro e si nutre sia di pesci più piccoli che di crostacei.